# 자토이치 (2003년 영화)
《자토이치》(座頭市)는 2003년에 개봉된 일본 영화다. 기타노 다케시가 감독과 각본, 편집, 주연을 맡았으며 기타노는 맹인 검객을 연기했다.
사무라이 영화, 드라마인 《자토이치》 시리즈의 리메이크 영화다. 2003년 9월 3일 베네치아 국제 영화제에서 처음 공개되어 감독상인 은사자상을 수상했으며 그 후에도 일본 내외에서 여러 영화상을 수상했다.

## 출연진
- 기타노 다케시 - 이치
- 아사노 다다노부 - 로닌, 핫토리 겐노스케
- 나쓰카와 유이 - 핫토리의 아내, 오시노
- 기시베 잇토쿠 - 두목
- 에모토 아키라 - 술집 주인

## 수상
- 제60회 베네치아 국제 영화제
  - 은사자상(감독상)
- 제36회 시체스 영화제
  - 그랑프리(최우수 작품상)